# Wilson (2017)
Wilson is een Amerikaanse komische film uit 2017, geregisseerd door Craig Johnson, met Woody Harrelson en Laura Dern in de hoofdrollen. De film is gebaseerd op een striproman van Daniel Clowes.

## Verhaal
Wilson (Woody Harrelson) is een eenzame, neurotische maar hilarisch eerlijke misantroop van middelbare leeftijd. Wanneer hij wordt herenigd met zijn vrouw Lynn (Laura Dern) waarvan hij vervreemd is, krijgt een kans op geluk als hij ontdekt dat hij een tienerdochter (Isabella Amara) heeft die hij nog nooit heeft ontmoet. Op zijn unieke en enigszins verwrongen manier probeert hij contact met haar te maken.

## Rolverdeling
| Acteur          | Personage         |
| --------------- | ----------------- |
| Woody Harrelson | Wilson            |
| Laura Dern      | Lynn              |
| Isabella Amara  | Claire            |
| Cheryl Hines    | Polly, Lynn's zus |

## Release en ontvangst
Wilson ging op 22 januari 2017 in wereldpremière op het Sundance Film Festival. De film kreeg gemengde kritieken van de filmcritici, met een score van 47% op Rotten Tomatoes, gebaseerd op 132 beoordelingen.